# Agathosma unicarpellata
Agathosma unicarpellata är en vinruteväxtart som först beskrevs av Henry Georges Fourcade, och fick sitt nu gällande namn av Neville Stuart Pillans. Agathosma unicarpellata ingår i släktet Agathosma och familjen vinruteväxter. Inga underarter finns listade i Catalogue of Life.